# الکس بولیو-مارچاند
الکس بولیو-مارچاند (انگلیسی: Alex Beaulieu-Marchand؛ زادهٔ ۳ مارس ۱۹۹۴) ورزشکار اسکی نمایشی اهل کانادا است.
وی در مسابقات کشوری و بین‌المللی در مجموع برندهٔ ۲ مدال نقره، ۵ مدال برنز شده‌است.